# Tomentypnum nitens
Tomentypnum nitens là một loài Rêu trong họ Brachytheciaceae. Loài này được (Hedw.) Loeske miêu tả khoa học đầu tiên năm 1911.